# TVING
TVING est un service de vidéo à la demande sud-coréen détenu et exploité par TVING Corporation, une coentreprise établie en 2020 par CJ ENM avec JTBC. La plateforme, originellement lancé, en 2010, par CJ HelloVision, propose principalement des films, séries et émission de variétés originales.  
En 2023, avec plus de 3,8 millions d'abonnés, TVING est le second service de vidéo à la demande le plus utilisé de Corée du Sud, derrière Netflix.

## Histoire
La plateforme TVING était lancée, en 2010, par CJ HelloVision, une filiale spécialisée en services sur Internet de CJ Group. En janvier 2016, la propriété de TVING est transférée à CJ E&M dans le but de développer le service. 
En septembre 2019, CJ E&M annonce avoir signé un accord avec JTBC pour établir une coentreprise, où CJ E&M sera l'actionnaire principale et JTBC, le second, afin de distribuer les productions audiovisuelles des deux sociétés. TVING Corporation est ensuite lancée en octobre 2020. Le 30 juin 2021, CJ ENM annonce que Naver a décidé d'investir dans TVING dans le but de développer l'offre de la plateforme et son expansion à l'étranger.
En décembre 2021, TVING annonce s'allier avec Paramount+ dans le cadre d’un accord entre CJ ENM et Paramount Global. Paramount+ est donc lancé en Corée du Sud en tant qu'offre complémentaire gratuite à TVING.
En juillet 2022, TVING annonce sa fusion avec Seezn, service de vidéo à la demande exploité par KT Studio Genie, une filiale de KT Corporation. En novembre 2023, TVING annonce une autre fusion avec le service Wavve, exploité cette fois-ci par SK Square, une filiale de SK Group. Avec cette seconde fusion, TVING espère surpasser son concurrent Netflix en Corée du Sud.